# Saltimbancos
Pour plus de détails, voir Fiche technique et Distribution.
Saltimbancos est un film portugais réalisé par Manuel Guimarães, sorti en 1952.

## Fiche technique
- Titre : Saltimbancos
- Réalisation : Manuel Guimarães
- Scénario : Manuel Guimarães, Leão Penedo d'après son roman Circo
- Photographie : Salazar Dinis
- Montage : Isabel de Sá
- Production : Manuel Guimarães
- Société de production : Lisboa Filme
- Pays :  Portugal
- Genre : Drame
- Durée : 98 minutes
- Dates de sortie : 
  -  Portugal : 24 octobre 1951 (Porto), 25 janvier 1952

## Distribution
- Artur Semedo : Tony, un trapéziste de cirque
- Helga Liné : Delmirinaha
- Maria Olguim : Miss Dolly
- José Vitor : Felizmino
- Fernando Gusmão : Chico
- Manuel Correia : Adriani